# GTA3AM
GTA3AM — багатокористувацька модифікація для відеогри Grand Theft Auto III у версії для Windows. Відноситься до проєкту Multi Theft Auto.

## Історія
Своє існування багатокористувацька модифікація почала у Grand Theft Auto III, коли відбувся вихід мультиплеєру для гри у 2003 році. Це була версія 0.1a. Але у цей час було багато недоліків, які не давали вести комфортну гру. Наступного місяця вийшла версія 0.2a, у якій була виправлена більша кількість недоліків. Наступною версією стала 0.3b, яка підтримувала 21 гравця. Згодом розробники модифікації вклали всі сили на багатокористувацьку модифікацію до Grand Theft Auto: San Andreas, покинувши GTA3AM.